# Monte Aga
Il monte Aga è una montagna delle Alpi Orobie alta 2.720 m s.l.m.

## Descrizione
Il corpo della montagna ha forma allungata da nord a sud, e la vetta ha due punte unite da una cresta facilmente percorribile. Il lato est è più ricco di vegetazione, mentre sul lato ovest vi è una sassaia.

## Localizzazione
Il monte è situato lungo lo spartiacque che divide l'alta valle Brembana dalla val Venina, tra il pizzo Cigola e il pizzo del Diavolo di Tenda, in provincia di Bergamo.

## Accessi
Per raggiungere la vetta dalla via più breve si parte da Carona e si imbocca la carrabile in direzione Rifugio Fratelli Calvi.
Passato il paesino di Pagliari si prosegue sulla carrabile fino alla deviazione per il Rifugio Fratelli Longo lungo il sentiero che si diparte sulla sinistra. Si prosegue fino a sbucare su una deviazione della carrabile lasciata in precedenza e si procede fino al Rifugio Fratelli Longo. Continuando sempre sulla stessa strada si arriva poco più avanti al Lago del Diavolo, formato da uno sbarramento artificiale spesso frequentato da stambecchi.
Qui si può proseguire a sinistra in direzione del Passo di Cigola e quindi seguire il sentiero che si inerpica su per lo sfasciume fino a raggiungere la cresta che unisce le due punte, oppure si può prendere il sentiero a destra e, dopo il passo, si prosegue su per il ripido tracciato che sbuca sotto la madonnina.

## Curiosità
Nonostante la punta più alta sia quella a nord, la Madonnina è stata posizionata sulla punta sud per poter essere vista dal Rifugio Fratelli Longo.

## Galleria d'immagini

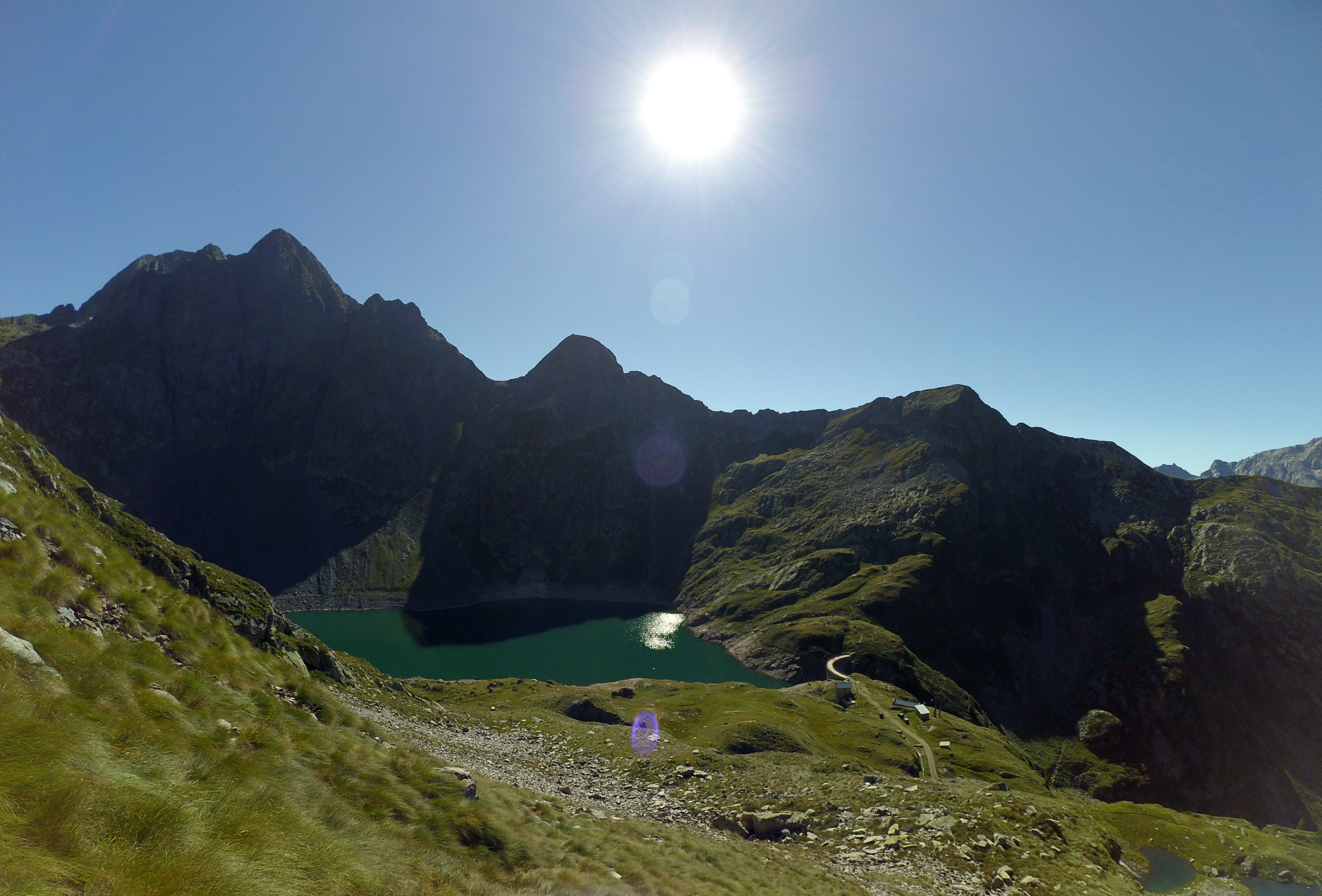
L'Aga e il Lago del Diavolo dal sentiero per il Passo Cigola
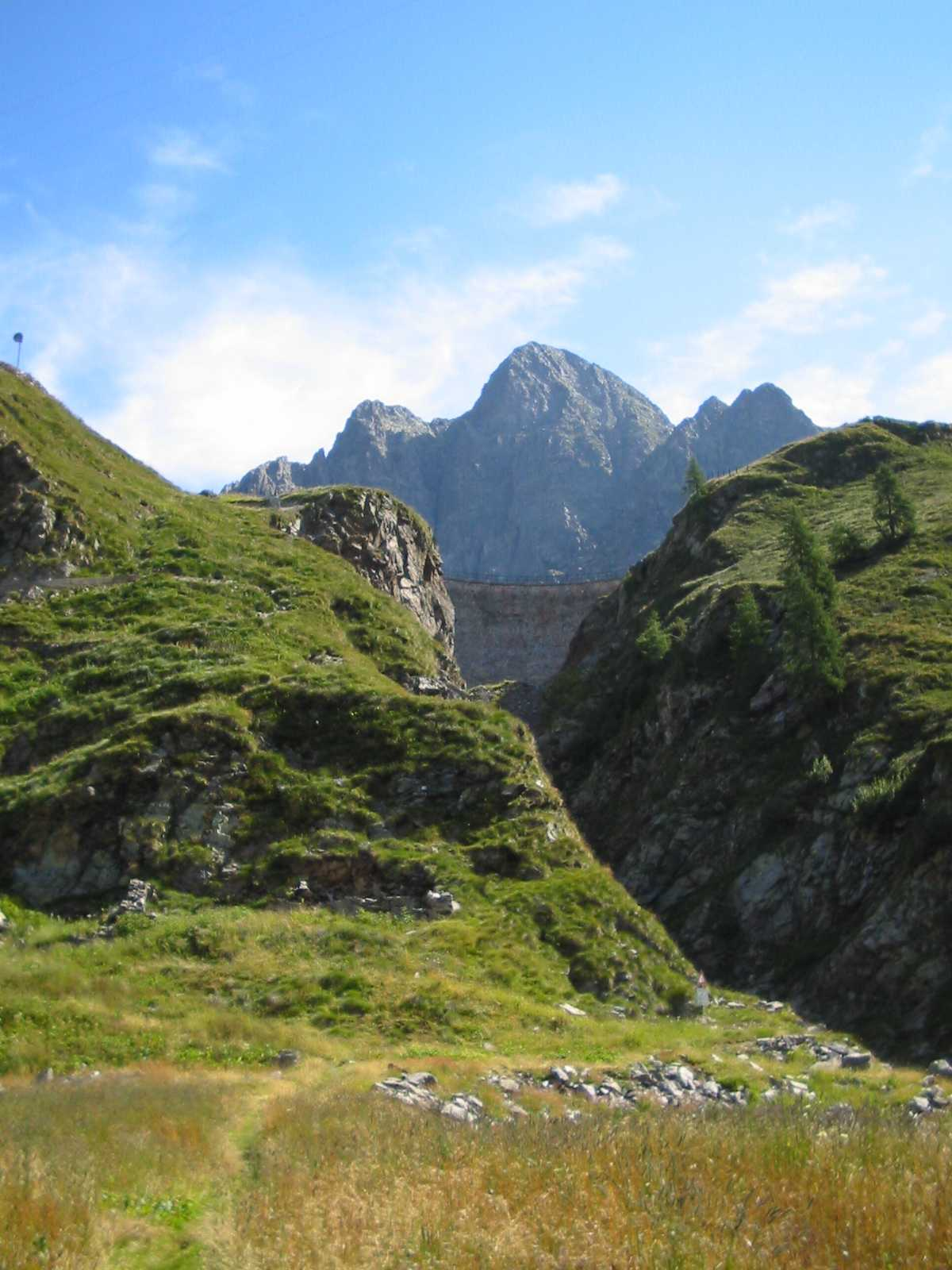
L'Aga visto dal sentiero per il Lago del Diavolo
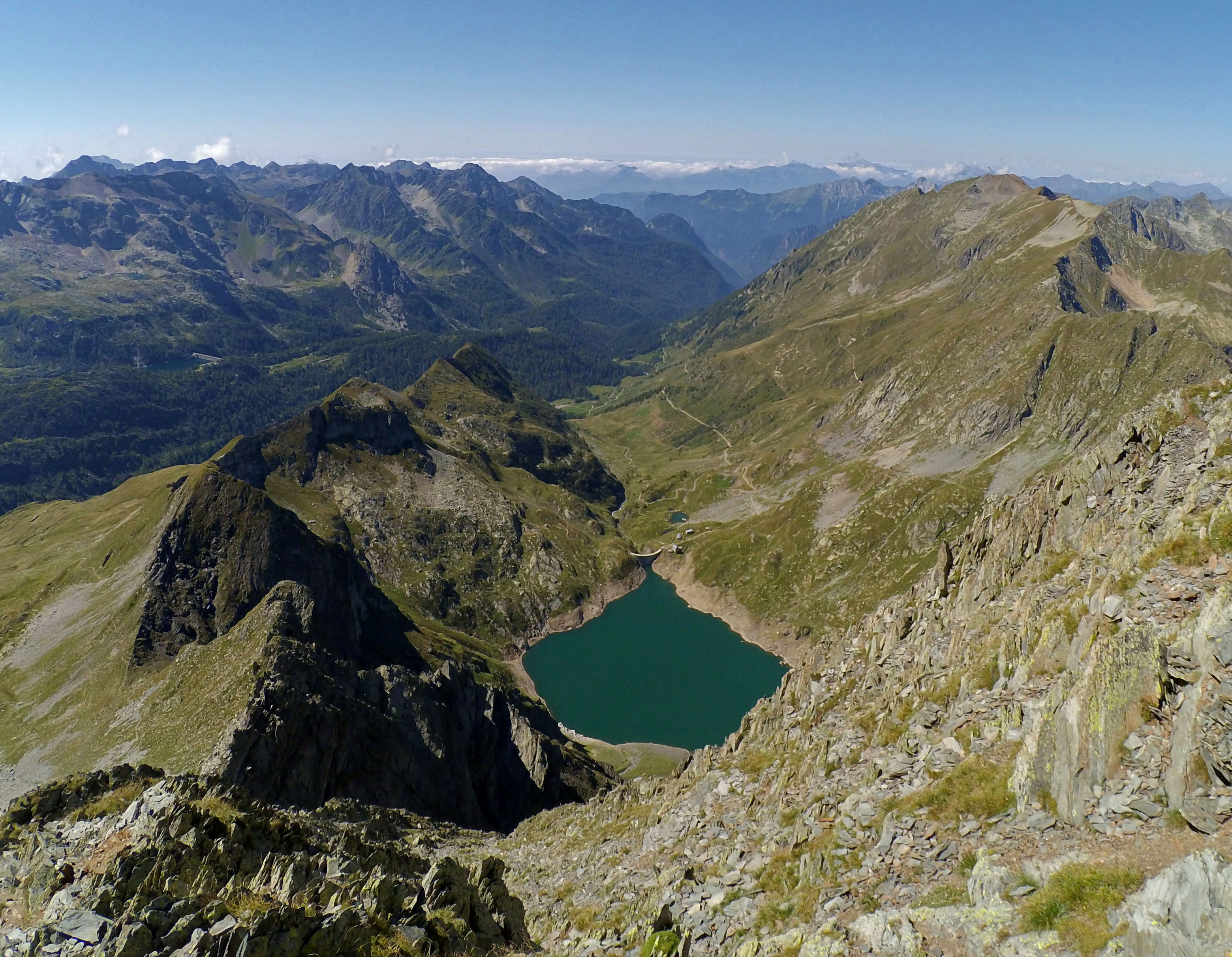
Panorama dalla vetta verso il Lago del Diavolo
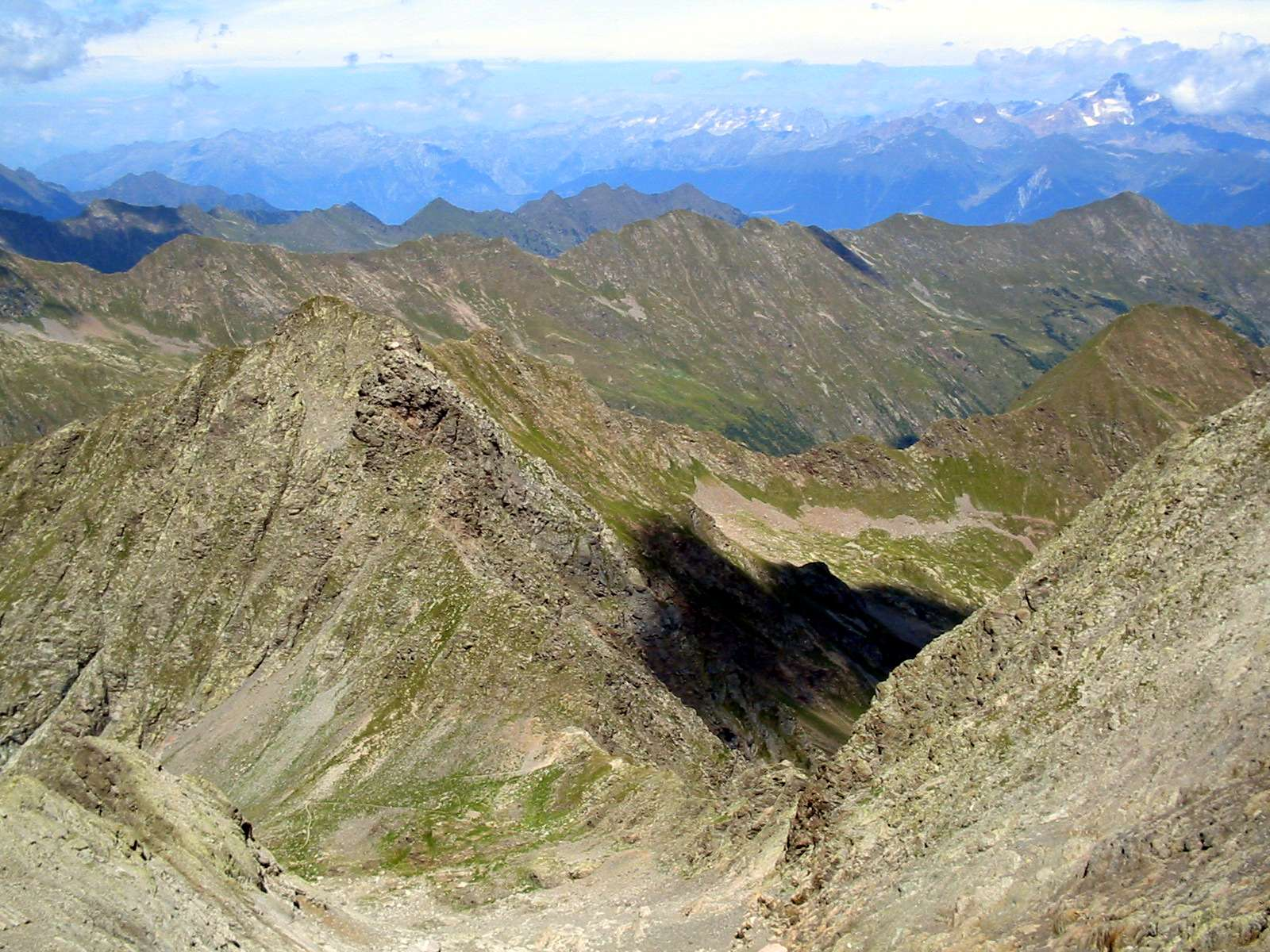
Panorama dalla vetta dell'Aga
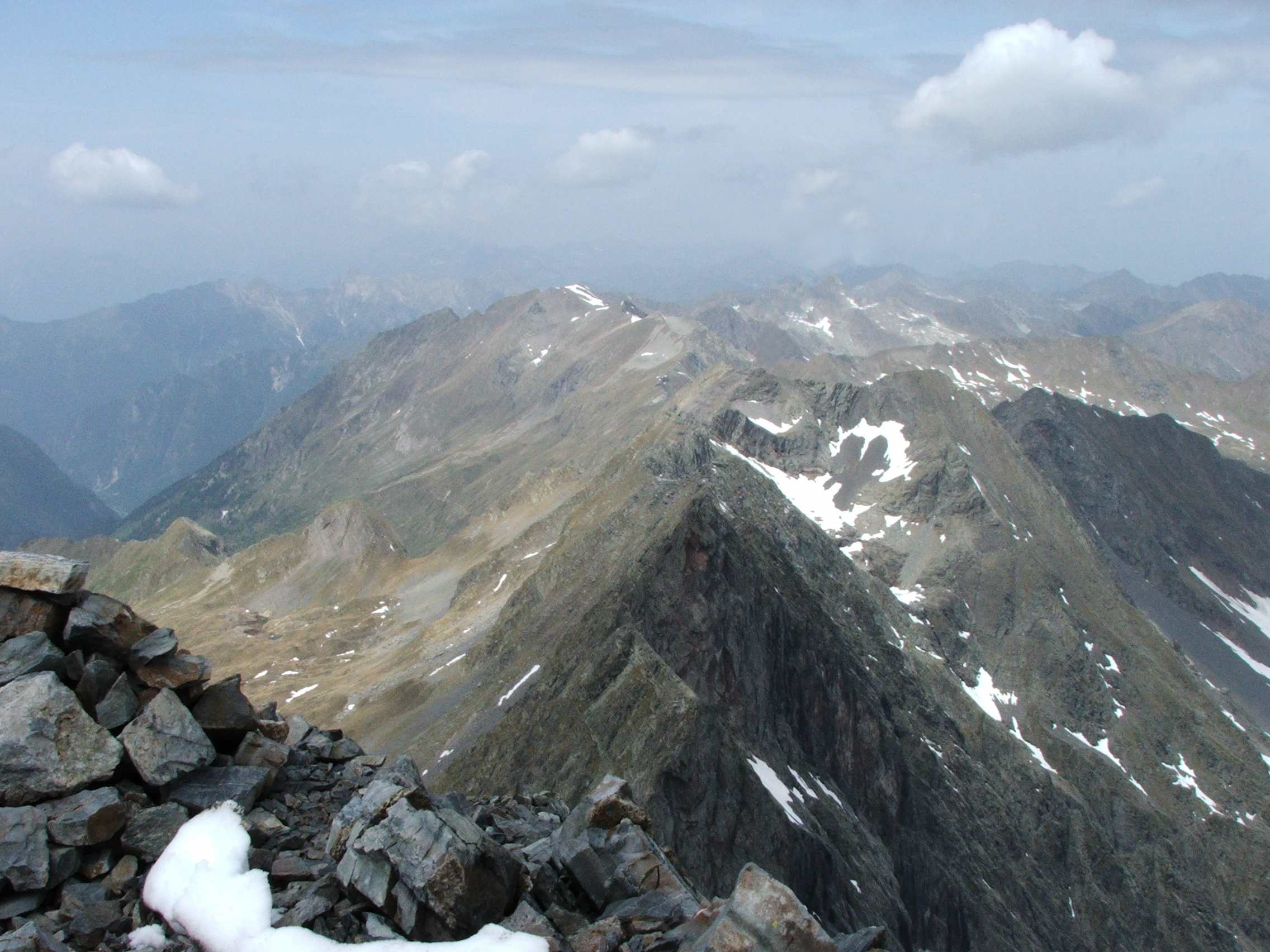
Il monte Aga visto dal Pizzo del Diavolo di Tenda
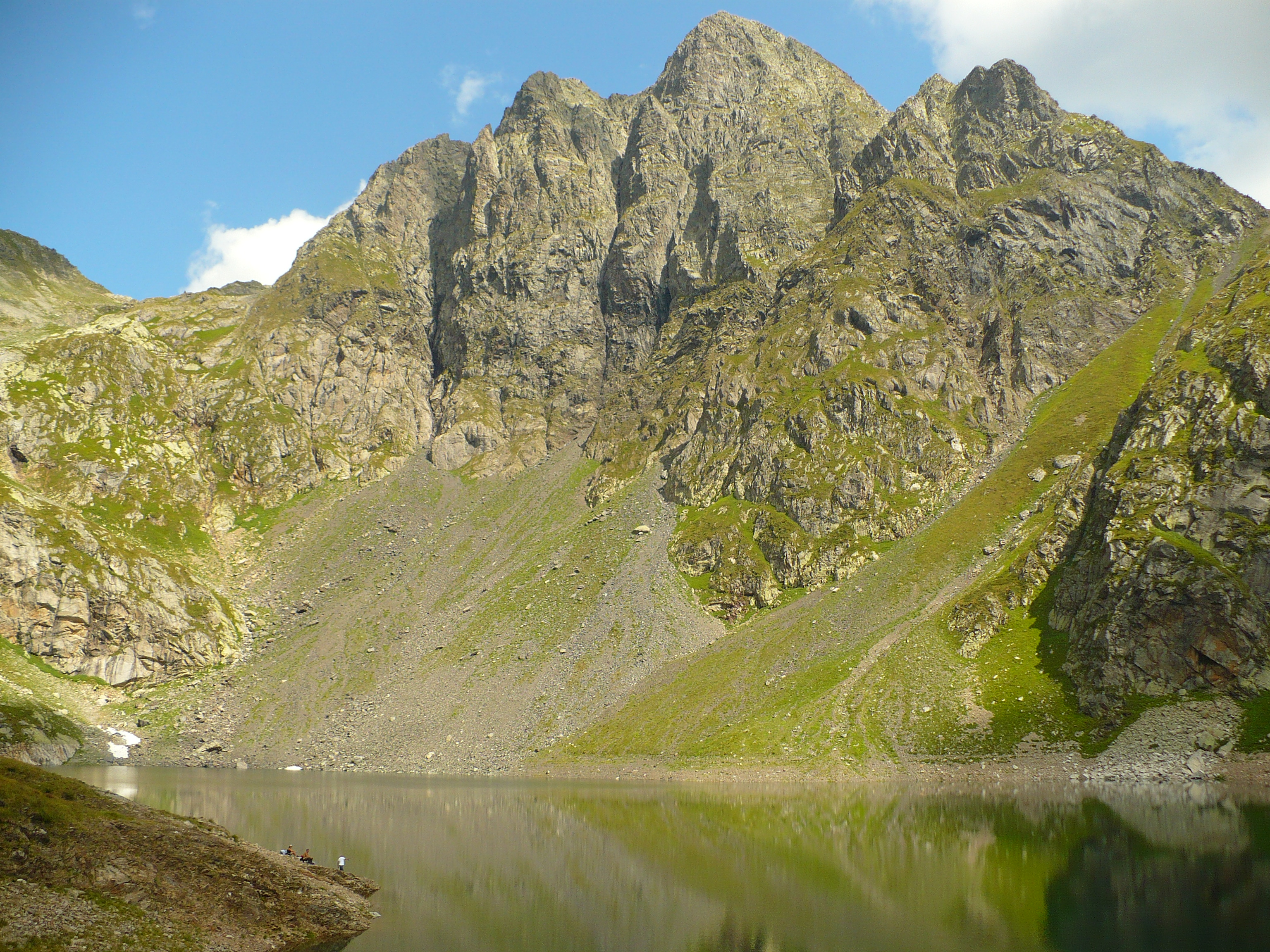
L'Aga si eleva sul Lago del Diavolo